# Georges Mamy
Pour les articles homonymes, voir Mamy.
Georges Mamy, né le 14 novembre 1921 à Allassac et mort le 8 novembre 1997 à Paris, est un journaliste et écrivain français.

## Biographie
Né à Allassac (Corrèze) le 14 novembre 1921, Georges Mamy est élevé dans une famille modeste dont le père est employé de commerce. Sorti de l'école avec un Brevet d'enseignement supérieur primaire, il suit une formation chrétienne de culture républicaine avant de prendre des responsabilités au sein de la JOC. Profondément marqué par l’épisode du Front populaire, il entre en 1937 à la Société générale de Brives comme employé de Banque.
Mais en 1942, il abandonne son métier pour s’engager dans la Résistance. Luttant au sein du secteur Fer et liaisons du CNR, il côtoie nombre de communistes qu’il estime et admire. Situé à l’aile gauche de la démocratie chrétienne, il devient un proche collaborateur de Georges Bidault à la tête du CNR. À la Libération, ses liens avec ce dernier lui permettent d’entrer à L'Aube comme rédacteur parlementaire. Il y reste jusqu’en 1952, année où l’évolution trop droitière du MRP l’amène à rompre avec le journal. Après un passage à Terre humaine, il entre la même année au Monde.
Il y assiste Jacques Fauvet à la tête du service politique. Mais, en 1958, il se démarque – avec d’autres membres du service politique comme Claude Estier – d’Hubert Beuve-Méry lorsque celui-ci approuve l’arrivée du général de Gaulle. En effet, par son attachement au régime parlementaire de la Quatrième République, il est proche de la défense des institutions républicaines soutenue par Pierre Mendès France au point qu’il lui arrive de collaborer aux Cahiers de la République. Après le référendum sur l’élection du président au suffrage universel (1962), il quitte Le Monde pour prendre la direction du service de politique intérieure de France-Soir.
Mais, en désaccord avec la nouvelle ligne politique assignée au journal en 1965, il quitte le quotidien pour un poste d’éditorialiste à Ouest-France sous le pseudonyme de Yves Bressandres. Passant à L'Est républicain en 1966, il y occupe le poste d’éditorialiste tout en assurant la direction de sa rédaction parisienne. À partir de 1971, il est aussi le correspondant de 24 heures de Lausanne. Membre de l’Association française de science politique, il ne cache pas ses sympathies pour l’Union de la gauche et la dynamique du Programme commun.
Le soutien du Nouvel Observateur à cette union lors des élections législatives de mars 1973 l’amène à porter une oreille attentive aux propositions qui lui sont faites d’y diriger le service politique. En décembre 1973, il remplace donc Pierre Rouanet à la fois dans une optique de professionnalisation et d’ancrage unitaire de sa ligne politique.
Chargé de la couverture de la majorité et de l’exécutif, il s’entretient ainsi avec Pierre Juillet (21 mai 1974), Jacques Chirac (3 février 1975) ou Alexandre Sanguinetti (18 avril 1977). Mais, dès mai 1974, il prend aussi en charge la couverture d’un PCF dont il s’attache à mettre en lumière les efforts d’ouverture ou les figures en dissonance avec la direction. C'est ainsi qu’entre 1976 et 1978, il donne trois fois la parole à Jean Elleinstein. Mais il porte aussi un vif intérêt à la franc-maçonnerie, décrivant son glissement à droite  ou donnant la parole au grand maître Frédéric Zeller dans une interview qui provoque d’importants remous au Grand-Orient (24 mars 1976).
Soutien inconditionnel à la démarche unitaire de François Mitterrand, il pousse, avec Pierre Bénichou le journal à lui accorder sa « une » au lendemain de la mort de Pompidou. De même, il prend sa défense dans des couvertures de type « Mitterrand, cible no 1 du pouvoir »  (23 février 1976) ou « L’homme à abattre» (4 juin 1979). Il traite même du Parti socialiste lors des temps forts que sont, pour le courant mitterrandien, « L’appel des trente » (26 juin 1978) et la victoire du congrès de Metz. Mais, après l’arrivée de son amie Irène Allier (septembre 1977), il traite moins de la gauche si ce n'est pour mettre en lumière les critiques internes à la direction du PCF.
Il donne ainsi la parole à des militants de base exprimant leur critique envers la direction, dénonce « La pesanteur de l’appareil » (23 avril 1978) et « les nouvelles critiques au sein du PCF » (17 avril 1978) tout en saluant « l’autocritique de Georges Marchais » (25 février 1980). Et à partir de 1980, il met l’accent sur les dérives xénophobes du Parti. Mais, en dehors de ses articles, ses rapports avec Jean Daniel se dégradent au point qu’en septembre 1979, il est évincé de la direction effective du service politique au profit de Thierry Pfister. Nommé rédacteur en chef-adjoint avec une tutelle sur le service politique plus formelle que réelle, il se limite alors à la rédaction d’articles très virulents envers l’exécutif, son papier sur « L’homme qui voulait être roi » (2 février 1981) suscitant la fureur de l’Élysée.
Après 1981, il est de ceux qui, au sein de l’hebdomadaire, « estimaient qu'il fallait coûte que coûte coller à l'expérience mitterrandienne » plutôt qu’adopter une « distance critique »  qui provoquerait une friction avec le président. En compagnie d’Irène Allier (service politique), de Nina Sutton (service étranger) et de Geneviève Catton (assistante de rédaction chargée des relations avec les éditeurs), il quitte le magazine en juillet 1985 pour marquer son refus de la nouvelle formule : « La nouvelle formule qui fait du Nouvel Observateur un magazine plus léger, papillonnant, à la traîne des modes, et surtout moins politique, n’a pourtant fait qu’accentuer une évolution qui date de 1981. Une dérive droitière s’est peu à peu confirmée qui contredit la “charte” initiale écrite il y a une vingtaine d’année et selon laquelle Le Nouvel Observateur se présentait comme un journal “politique” “de gauche”, mais pas d’une gauche. Il se voulait lieu de rassemblement et de réflexion. Ce n'est plus le cas. Les débats ont disparu. Certains courants sont largement privilégiés, et l’on sacrifie nos principes au nom du “réalisme”, du “pragmatisme” et de l’air du temps ».» Il meurt le 8 novembre 1997.